# حب بلا عقد
حب بلا عُقَد (بالكورية: 고백의 역사) هو فلم كوميدي رومانسي كوري جنوبي من إخراج نامكونغ سون وكتابة جي تشون هي ووانغ دو ري. ومن بطولة جونغ ميونغ، وشين أون سو، وتشا وو مين، ويون سانغ هيون ، وكانغ مي نا. من المقرر عرض الفيلم لأول مرة على نتفليكس في 29 أغسطس 2025.

## القصة
في عام 1998، كانت بارك سي ري، الفتاة ذات التسعة عشر ربيعًا، على وشك الإدلاء بأهم اعتراف في حياتها. وبينما كانت تخطط لتصحيح عقدة حياتها، شعرها المجعد بشدة، وقعت في غرام طالب منقول يُدعى هان يون سوك، مما أدى إلى قصة حب شبابية.

## الممثلون
- غونغ ميونغ في دور هان يون سوك
- شين أون سو في دور بارك سي ري
- تشا وو مين في دور كيم هيون
- يون سانغ هيون في دور بايك سونغ راي
- كانغ مي نا في دور غو إن جونغ

## الإنتاج
الفلم من إنتاج نتفليكس، واخراج نامكونغ سون، وكتب السيناريو جي تشون هي ووانغ دو ري، بينما أدارت شركة بومبارام فلم الإنتاج.

### طاقم التمثيل
في يونيو 2024، أعلن عن انظمام جونغ ميونغ لطاقم التمثيل. في سبتمبر 2024، انضم تشوي جيو ري إلى فريق التمثيل.
في سبتمبر 2024، أعلن عن طاقم التمثيل وهم: جونغ ميونغ، وشين أون سو، وتشا وو مين، ويون سانغ وهيون وكانغ مي نا للبطولة.

### التصوير
بدأ التصوير الرئيسي للفلم في سبتمبر 2024. وصور في بوسان.

## الاطلاق
صدر مقطع دعائي للفلم في 31 يوليو 2025. وسيُتاح الفيلم للبث حصريًا على نتفليكس في 29 أغسطس 2025.

## روابط خارجية
- حب بلا عُقَد على موقع IMDb (الإنجليزية)
- حب بلا عُقَد على موقع روتن توميتوز (الإنجليزية)
- حب بلا عُقَد على موقع نتفليكس (الإنجليزية)
- حب بلا عُقَد على موقع قاعدة بيانات الفيلم (الإنجليزية)